# Mr. Nanny
Mr. Nanny es una película estadounidense de 1993 dirigida por Michael Gottlieb. Fue protagonizada por Hulk Hogan, Sherman Hemsley, Austin Pendleton, Robert Hy Gorman, Madeline Zima, Raymond O'Connor, Afa Anoa'i, Brutus Beetfcake, George "The Animal" Steele, Mother Love y David Johansen. Distribuida por New Line Cinema, la película se estrenó el 2 de abril de 1993 en Reino Unido y el 8 de octubre del mismo año en Estados Unidos. 

## Sinopsis
Un hombre separado y adicto al trabajo (Austin Pendleton), contrata a una niñera un tanto especial, un campeón de lucha libre llamado Sean (Hulk Hogan), para que cuide de sus hijos, dos pequeños revoltosos: Alex Jr. (Robert Hy Gorman), de 11 años y Kate (Madeline Zima), de 7 años, mientras él se va en un viaje de negocios.

## Argumento
Sean Armstrong es un exluchador que vive en Palm Beach, Florida, y sufre las pesadillas de su época. Burt Wilson, amigo y exmánager de Sean, tiene una pierna lesionada por salvarle la vida y las dificultades económicas de su empresa de seguridad personal. Con muchas quejas y pretensiones, Burt logra convencer a Sean de que acepte un trabajo de guardaespaldas para Alex Mason Sr., director de la prestigiosa empresa tecnológica Mason Systems, que desarrolla un nuevo sistema antimisiles: el Proyecto Peacefinder. La información vital de este proyecto se almacena en un microchip. Pero no es ni el inventor ni el chip lo que Sean debe proteger; él debe cuidar de los dos hijos de los Mason: Alex Jr., de 11 años y Kate, de 7 años.
Alex y Kate son dos niños muy traviesos que compiten por la atención de su padre, a menudo ausente, sembrando el caos en casa con bromas elaboradas y bastante crueles, y trampas explosivas. Sus blancos favoritos son las niñeras que él ha asignado para cuidarlos (Alex padre es viudo). Sin embargo, su padre demuestra ser demasiado distraído o demasiado indulgente, lo que lleva a los niños a continuar con sus planes. Creyendo que es un nuevo, aunque inusual, reemplazo, encuentran un nuevo objetivo en Sean. Pero después de una broma de más, que incluye una piscina llena de tinte rojo ("el Pozo de Sangre"), Sean finalmente ejerce su autoridad y no solo logra calmar a Alex y Kate, sino que también logra que su padre vea los problemas familiares, además de conectar con los niños y ayudarlos a resolver sus propios problemas.
El chip de Mason es codiciado por Tommy Thanatos, un criminal vanidoso y sin escrúpulos que no se detendrá ante nada para conseguirlo. Resulta que Sean y Burt fueron víctimas de una de sus artimañas: les ordenó que organizaran una cerilla, y al no obedecer, intentó dispararles. Sin embargo, Burt se abalanzó sobre Sean, recibiendo una bala en la pierna derecha; Sean persiguió a Thanatos hasta el techo del estadio, y tras una feroz pelea, Thanatos terminó cayendo de cabeza a una piscina vacía. Este accidente le fracturó la parte superior del cráneo, lo que obligó a colocarle una placa craneal de acero y le quitó la mayor parte de su orgullosa melena afro.
Thanatos secuestra a Alex Sr. con la ayuda de Frank Olsen, el corrupto jefe de seguridad de Sistemas Mason (quien es eliminado camino al escondite), y le exige que entregue el chip. Cuando Alex Sr. (quien guardó el chip en la muñeca de Kate) se niega, Tánatos secuestra a Alex y Kate para obligarlo a obedecer. A pesar de un valiente esfuerzo, Sean es dominado y Burt también es secuestrado, lo que le da a Tánatos una inesperada recompensa por la venganza. Pero Sean logra localizar a Tánatos y, con la ayuda de sus amigos, logra derrotar a los villanos. Mientras Tánatos se prepara para atacar a Sean, Alex Sr. y los niños activan un electroimán improvisado para lanzarlo al cielo nocturno, dejando solo su placa craneal.
La película termina con Sean preparándose para tomarse una licencia de los Mason. Pero Alex y Kate pretenden recuperarlo mucho antes, y por lo tanto, Sean cae víctima de otra broma.

## Reparto
- Hulk Hogan - Sean Armstrong
- Sherman Hemsley - Burt Wilson
- Austin Pendleton - Alex Mason Sr.
- Robert Hy Gorman - Alex Mason Jr.
- Madeline Zima - Kate Mason
- Raymond O'Connor - Frank Olsen
- Afa Anoa'i - El mismo
- Brutus Beetcake - El mismo
- George "The Animal" Steele - El mismo
- Mother Love - Corinne
- David Johansen - Tommy Thanatos

- Datos: Q283816